# Mirosternus excelsior
Mirosternus excelsior är en skalbaggsart som beskrevs av Perkins 1910. Mirosternus excelsior ingår i släktet Mirosternus och familjen trägnagare. Inga underarter finns listade i Catalogue of Life.